# Lisa Fagin Davis
Lisa Fagin Davis ist eine US-amerikanische Mediävistin, Handschriftenexpertin (Kodikologin) und seit 2013 geschäftsführende Direktorin der Medieval Academy of America.

## Leben
Lisa Fagin Davis studierte Mittelalterstudien an der Brown University (Bachelor-Abschluss 1988) und wurde 1993 an der Yale University bei Robert G. Babcock promoviert (Dissertation: Epiphany at Lambach: The Evidence of the Gottschalk Antiphonary). Für die Dissertation über ein Antiphonar aus dem 12. Jahrhundert des Stiftes Lambach (sie rekonstruierte auch fehlenden Inhalt, da das Manuskript im 15. Jahrhundert aufgeteilt wurde, und veröffentlichte 2000 ein Buch darüber) erhielt sie die Whiting Fellowship. 1994 bis 1999 war sie Bibliothekarin der Bibliotheca Schoenbergiensis in Longboat Key in Florida.
Sie katalogisierte mittelalterliche Handschriften an der Yale University (als Assistentin des Kurators der Beinecke Rare Book and Manuscript Library von 1989 bis 1993), der University of Pennsylvania (Van Pelt Library), am Wellesley College, dem Museum of Fine Arts, Boston, dem Walters Art Museum, an der Boston Public Library und einigen Privatsammlungen. Sie lehrt seit 2009 Kodikologie an der Simmons College Graduate School of Library and Information Science (als Professor of Practice) und lehrte an der California Rare Book School der University of California, Los Angeles.
Sie war Mitglied des EAMMS Projekts (Electronic Access to Medieval Manuscripts), gefördert von der Andrew Mellon Foundation, ist im Beratungsgremium von Digital Scriptorium, Fragmentarium  und der Schoenberg Database of Manuscripts. Die EAMMS erarbeitete Standards für den elektronischen Zugang zu mittelalterlichen Manuskripten.
2016 war sie Ko-Kuratorin der Ausstellung „Beyond Words: Illuminated Manuscripts in Boston Collections“ in der Houghton Library der Harvard University, dem McMullen Museum of Art am Boston College und dem Isabella Stewart Gardner Museum.

## Schriften (Auswahl)
- mit R. G. Babcock, P. Rusche: Catalogue of Medieval and Renaissance Manuscripts in the Beinecke Rare Book and Manuscript Library, Yale University, Vol. IV, Tempe, 2004
- The Gottschalk Antiphonary:  music and liturgy in twelfth-century Lambach, Cambridge University Press, 2000 (mit Faksimile der bekannten Teile)
- La Chronique Anonyme Universelle: Reading and Writing History in Fifteenth-Century France, Brepolis Publ. 2015 (Übersetzung, kritische Ausgabe einer französischen Weltchronik aus dem 15. Jahrhundert)
- mit Melissa Conway:  Directory of Pre-1600 Manuscripts in the United States and Canada, Papers of the Bibliographical Society of America, 109:3, 2015, S. 273–420  (Fortsetzung des Census of Medieval and Renaissance Manuscripts in the United States and Canada, 1935, 1937, von Seymour de Ricci und W. J. Wilson, Supplement 1962 von C. U. Faye und W. H. Bond)
- mit J. H. Hamburger, W. P. Stoneman, A.-M. Eze, N. Netzer: Beyond Words: Illuminated Manuscripts in Boston Collections, McMullen Museum of Art, 2016